# فرودگاه آبی چرچ لیک
فرودگاه آبی چرچ لیک (به انگلیسی: Church Lake Water Aerodrome) یک فرودگاه همگانی است که یک باند فرود آب دارد. این فرودگاه در کشور کانادا قرار دارد و در ارتفاع ۸۵ متری از سطح دریا واقع شده‌است.